# Агата Гогенлое-Шиллінгсфюрстська
Агата Гогенлое-Шиллінгсфюрстська (нім. Agathe zu Hohenlohe-Schillingsfürst), повне ім'я Агата Шарлотта Пауліна Марія цу Гогенлое-Шиллінгсфюрстська (нім. Agathe Charlotte Pauline Marie zu Hohenlohe-Schillingsfürst), (нар. 24 липня 1888 — пом. 12 грудня 1960) — принцеса цу Гогенлое-Шиллінгсфюрст, донька герцога Ратібора Віктора II та графині Марії фон Броннер-Енкеворт, дружина прусського принца Фрідріха Вільгельма.

## Біографія
Агата народилася 24 липня 1888 року у Родені. Вона була третьою дитиною та першою донькою в родині принца цу Гогенлое-Шиллінгсфюрста Віктора та його дружини Марії фон Броннер-Енкеворт. Дівчинка мала старших братів Віктора та Ганса. Згодом у неї з'явилася молодша сестра Маргарита.
Батько займався політикою, у 1893 році він успадкував титул герцога Ратібора.
У віці 21 року Агата взяла шлюб із 29-річним принцом Прусським Фрідріхом Вільгельмом, який доводився троюрідним братом кайзеру Вільгельму II. Дозвіл на заручини імператор дав у січні 1910. Весілля відбулося 8 червня 1910 у Потсдамі. Для укладення шлюбу Агата перейшла у лютеранство.
У подружжя народилося четверо доньок. Жила родина в замку Каменц та Родені. Чоловік Агати займався політикою, також цікавився наукою та музикою. Під час Першої світової війни брав активну участь у бойових діях. Помер у березні 1925-го досить молодим.
Агата пішла з життя взимку 1960 року. Похована у парку біля замку Корві.

## Родина
Чоловік — Фрідріх Вільгельм
Дітиː
- Марія Тереза (1911—2005) — письменниця, дружина полковника Рудольфа Хуга, мала одинадцятеро дітей;
- Луїза Генрієтта (1912—1973) — дружина генерал-лейтенанта Вільгельма Шмальца, мала четверо дітей;
- Маріанна (1913—1983) — дружина ландграфа Гессен-Філіпсталь-Бархвельдського Вільгельма, мала трьох дітей;
- Єлизавета (1919—1961) — дружина Гайнца Меза, дітей не мала.